# Jan Balachowski
Jan Balachowski (ur. 28 grudnia 1948 w Krakowie) – polski lekkoatleta czterystumetrowiec, medalista mistrzostw Europy, olimpijczyk.

## Osiągnięcia
Dwukrotnie startował w igrzyskach olimpijskich. W Meksyku 1968 odpadł w ćwierćfinale biegu na 400 m, a w sztafecie 4 x 400 m zajął 4. miejsce (wraz ze Stanisławem Grędzińskim, Janem Wernerem i Andrzejem Badeńskim). W Monachium 1972 wystąpił tylko w sztafecie 4 x 400 m (z Wernerem, Badeńskim i Zbigniewem Jaremskim), która zajęła 5. miejsce.
Dwa razy był uczestnikiem mistrzostw Europy. W Atenach 1969 zajął 4. miejsce w sztafecie 4 x 400 m, a w Helsinkach 1971 zdobył srebrny medal w tej samej konkurencji (z Wernerem, Badeńskim i Waldemarem Koryckim).
Wiele sukcesów odniósł startując w halowych mistrzostwach Europy (do 1969 rozgrywanych jako Europejskie Igrzyska Halowe): w Pradze 1967 zdobył srebrny medal w sztafecie 4 x 2 okrążenia; w Madrycie 1968 był trzeci na 400 m i pierwszy w sztafecie 4 x 2 okrążenia (z Badeńskim, Wernerem i Koryckim); w Belgradzie 1969 wygrał bieg na 400 m, a także sztafetę 4 x 2 okrążenia (z Badeńskim, Wernerem i Janem Radomskim); w Wiedniu 1970 zdobył srebrny medal w sztafecie 4 x 2 okrążenia, a w Sofii 1971 i Grenoble 1972 złoty medal w tej samej konkurencji (z Wernerem, Koryckim i Badeńskim).
Był wicemistrzem Polski na 400 m w 1967, a w 1969 i 1970 zdobywał brązowe medale na tym dystansie. Był zawodnikiem klubów krakowskich: Cracovii i Wawelu.

## Rekordy życiowe
- bieg na 100 m – 10,3 s. (26 lipca 1969, Kalisz) (pomiar ręczny)
- bieg na 200 m – 20,8 s. (6 sierpnia 1968, Zakopane) (pomiar ręczny)
- bieg na 400 m
  - 45,8 s. (13 czerwca 1970, Sofia) (pomiar ręczny)
  - 46,23 s. (pomiar elektroniczny)